# Pissenlit
Taxons concernés
Parmi la famille des Asteraceae :
- Genres :
  - Taraxacum
  - de nombreux genres proches
de ce dernier (voir texte)modifier

Pissenlit, ou dent-de-lion, est un nom vernaculaire ambigu en français. On appelle « pissenlit » diverses plantes à tige généralement creuse et dont l'inflorescence est un capitule plat et jaune. Ce capitule est généralement à fleurons ligulés. C'est la couleur jaune du capitule et sa forme plate qui déterminent généralement l'emploi du nom « pissenlit » pour désigner telle ou telle espèce.
Les pissenlits « véritables » sont des espèces du genre Taraxacum. Des espèces d'autres genres de la famille des Asteraceae peuvent prendre néanmoins ce nom vernaculaire. Il s'agit ainsi d'une espèce collective qui comprend de nombreuses sous-espèces ou espèces distinctes suivant les auteurs qui leur donnent des valeurs taxonomiques inégales en raison du grand polymorphisme des plantes. 250 à 300 sous-espèces (ou espèces distinctes) ont été décrites en France, 1 200 en Europe et près de 2 000 dans le monde,.

## GenreTaraxacum
Les espèces du genre Taraxacum sont des plantes dicotylédones anémocores.
C'est le genre des pissenlits véritables, même s'il existe dans ce cas des « pissenlits blancs » (comme Taraxacum albidum (en)).
Les akènes à aigrettes que produisent souvent les espèces de ce genre sont très connus. Il est traditionnel de souffler dessus pour les voir s'envoler.
Ce sont des plantes vivaces, de plein soleil ou mi-ombre, à racine charnue pénétrant profondément dans le sol (plus de 50 centimètres), ce qui leur permet de résister au gel intense des régions froides (Russie, Canada). Dans ces régions, la partie aérienne meurt à la fin de l'automne, mais repousse dès la fonte des neiges, et la floraison survient une vingtaine de jours après la repousse ; une autre floraison de moindre importance se produit parfois en fin d'été.

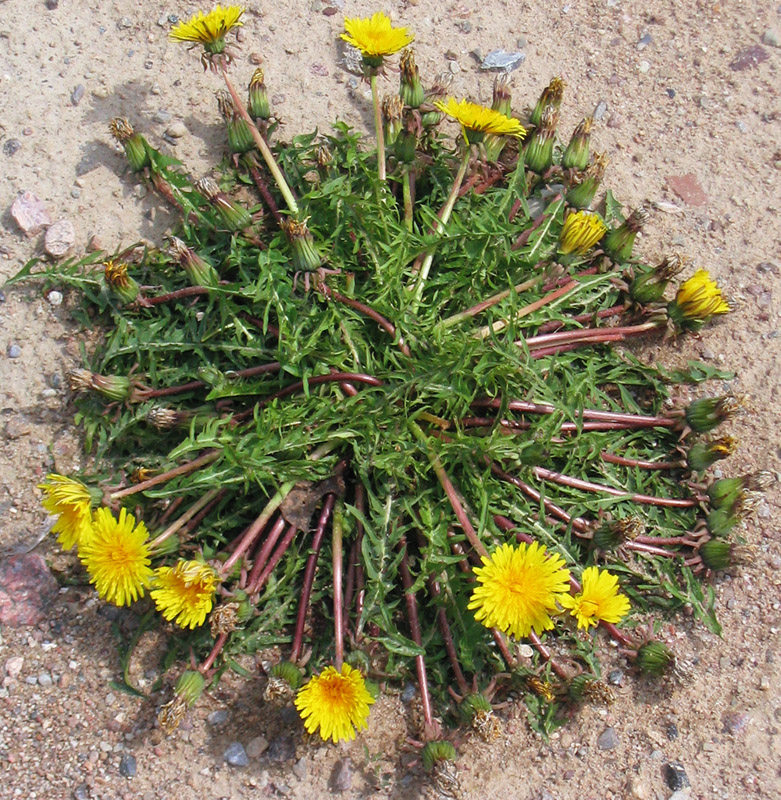
Un pissenlit du genre Taraxacum.
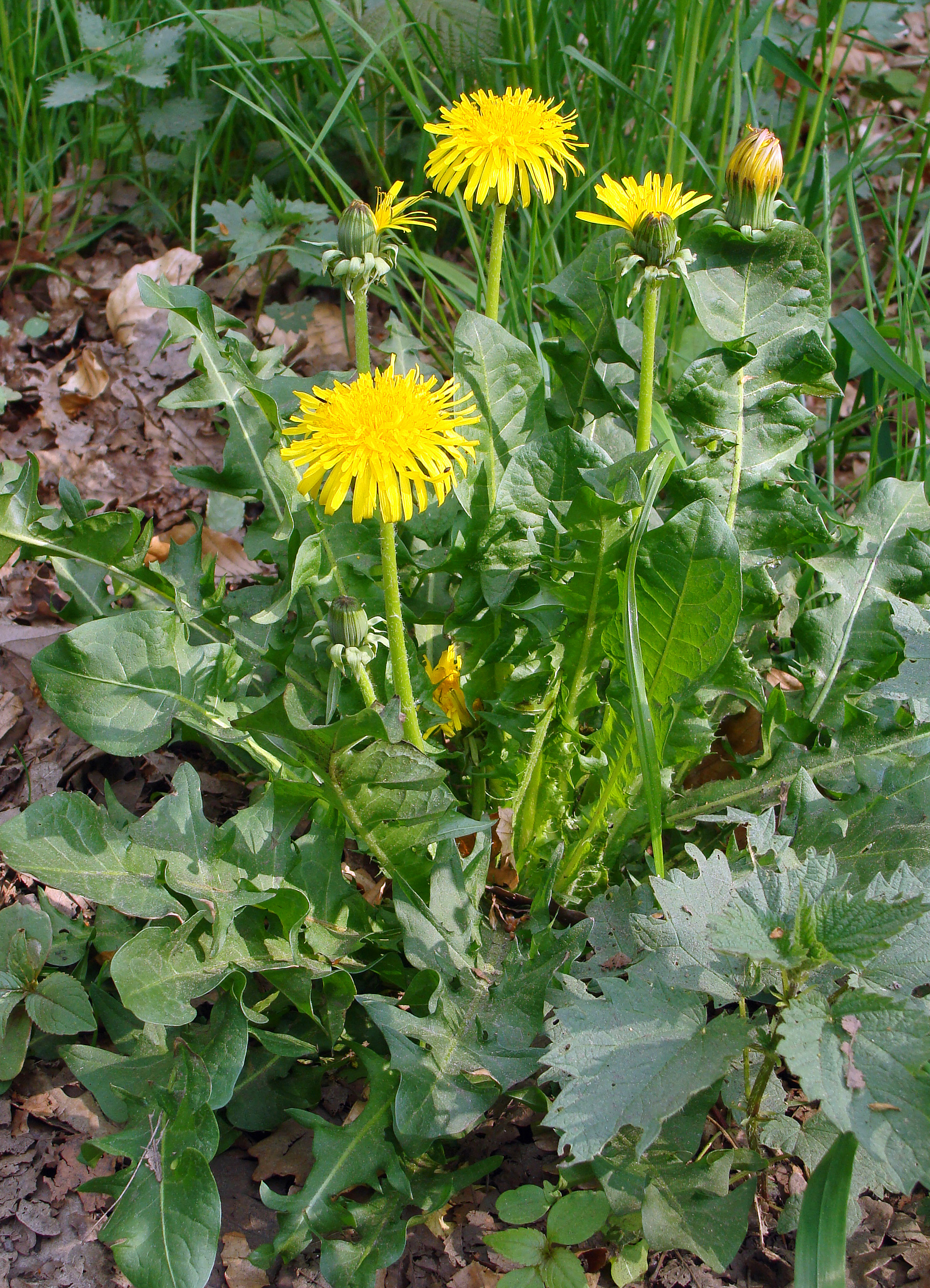
Pissenlit commun, Taraxacum sp.
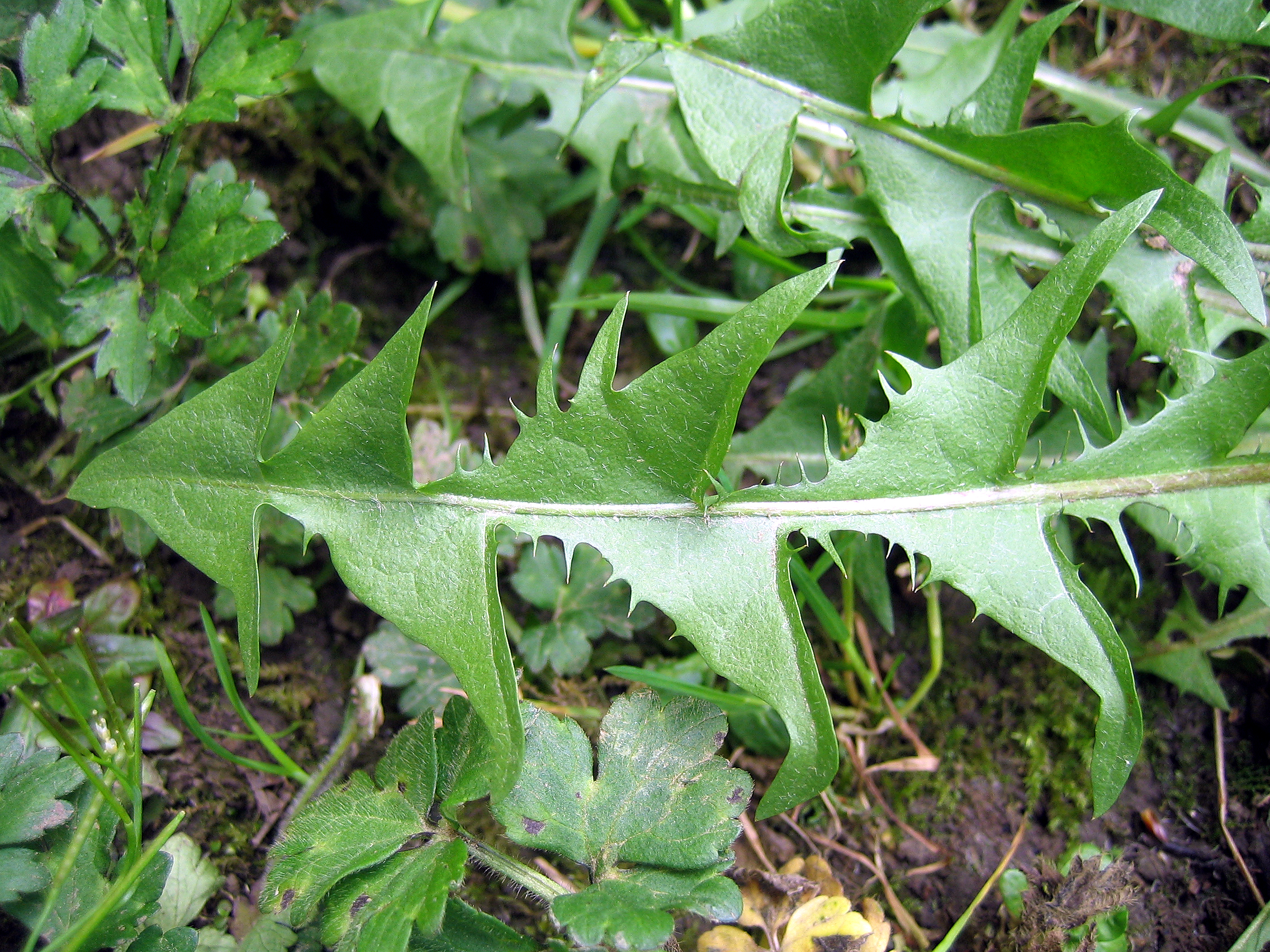
Détail d'une feuille de pissenlit, Taraxacum sp.
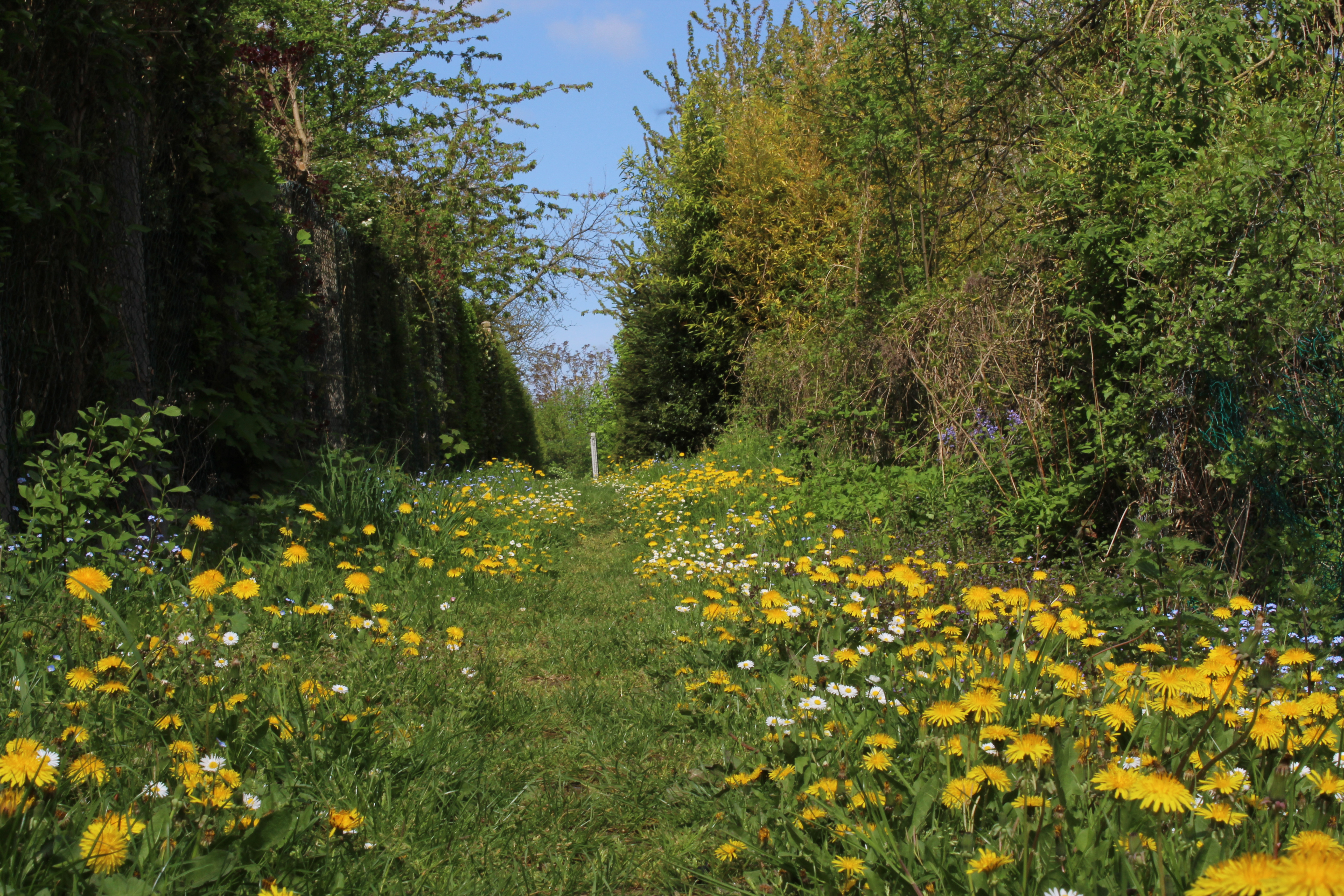
Sentier couvert de pissenlits fleuris au mois d'avril..
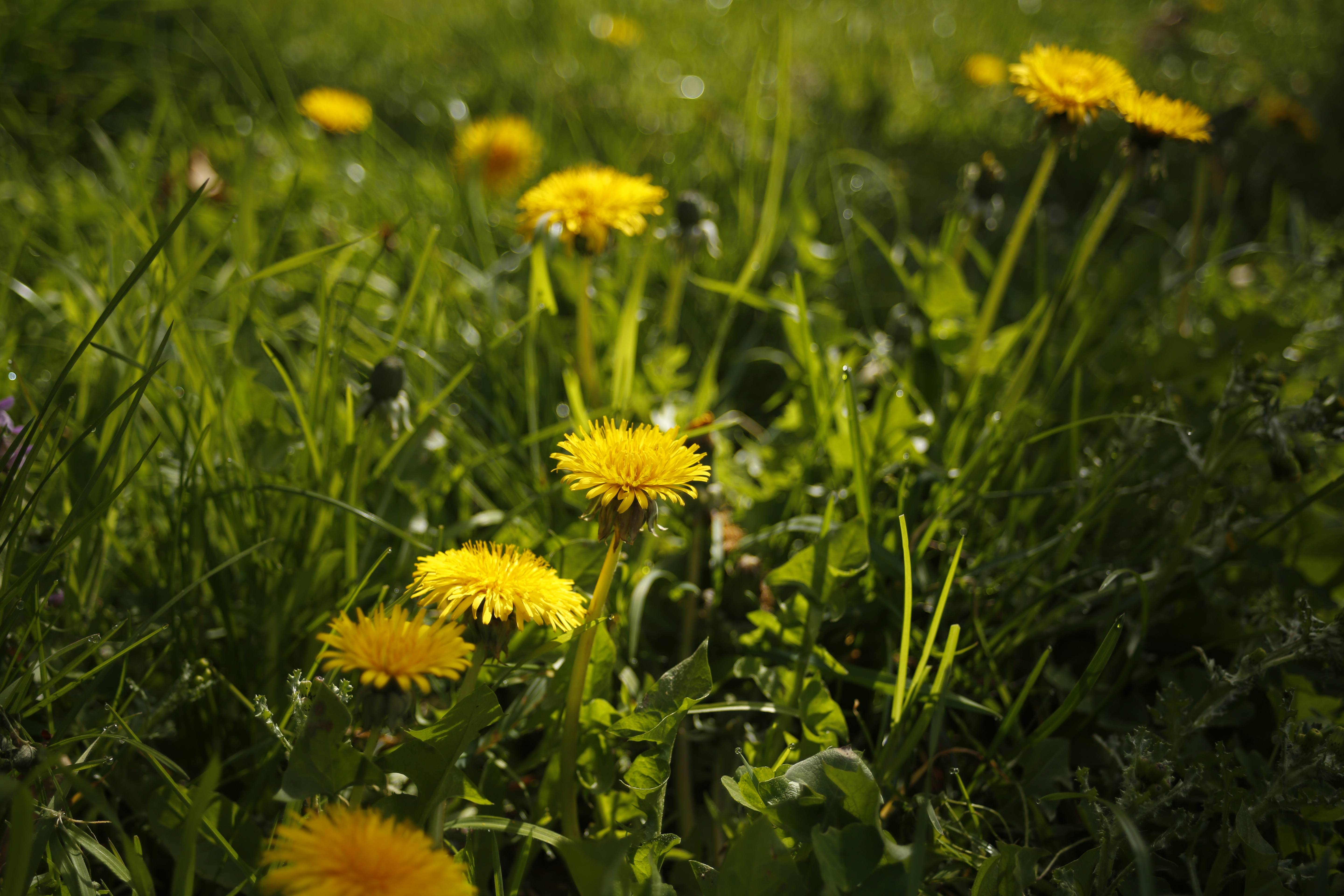
Pissenlit.

### Pissenlits communs
Les feuilles (très riches en vitamine C et β-carotène), les fleurs et les racines des pissenlits dits « communs » ou « officinaux » sont également consommées (voir salade de barabans). On remarquera que « pissenlit commun » est également une appellation vague qui regroupe plusieurs espèces, qu'il est parfois difficile de différencier.

Certaines de ces espèces formaient l'agrégat d'espèces Taraxacum officinale agg. Cet agrégat a été abandonné et les espèces sont maintenant réunies au sein d'une des sections du genre Taraxacum, la section Ruderalia. Le pissenlit officinal peut être utilisé comme complément à la médecine conventionnelle, de par ses vertus diurétiques (d'où son autre nom vernaculaire le Pisse-au-lit) et dépuratives.

## GenreMicroseris(en)
Une espèce océanienne de la famille des Asteraceae est également appelée pissenlit à cause de sa morphologie : Microseris lanceolata (en).

## Genres proches deTaraxacum

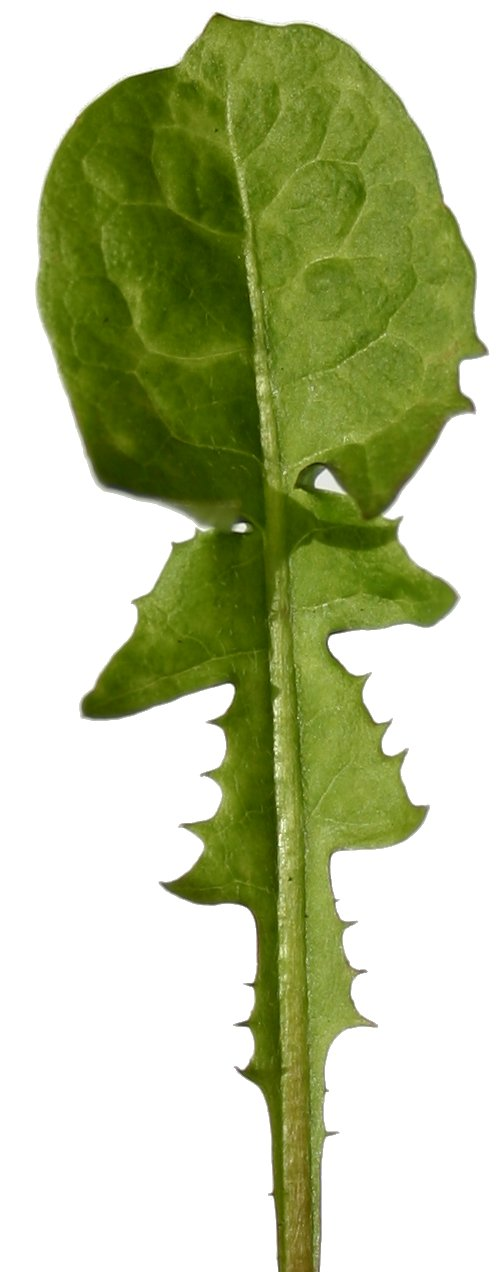
La forme recourbée des dents des feuilles de Taraxacum sp. lui vaut aussi le nom de dent-de-lion.

Outre les Taraxacum, de nombreuses plantes à capitules jaunes et/ou à feuilles dentées sont couramment appelées « pissenlits » :
- Crepis (les crépides) ;
- Hieracium (les épervières — notamment Hieracium taraxacifolium, épervière à feuilles de pissenlit) ;
- Hypochaeris (les porcelles) ;
- Lapsana (les lampsanes — notamment Lapsana communis, lampsane commune) ;
- Leontodon (les liondents — notamment Leontodon saxatilis, le léontodon-faux-pissenlit) ;
- Picris (les picrides) ;
- Pilosella (les piloselles) ;
- Sonchus (les laiterons).

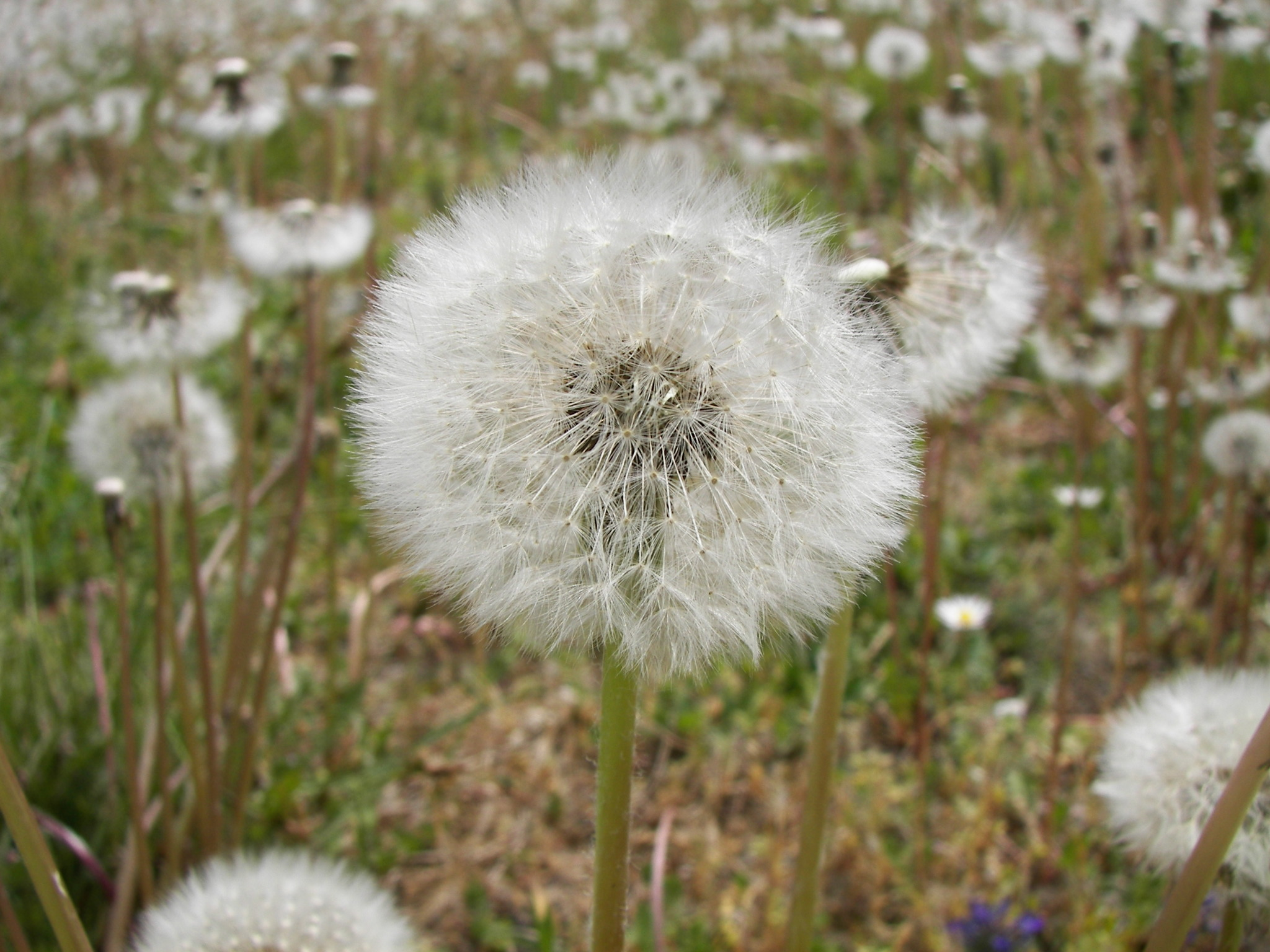
Taraxacum sp.
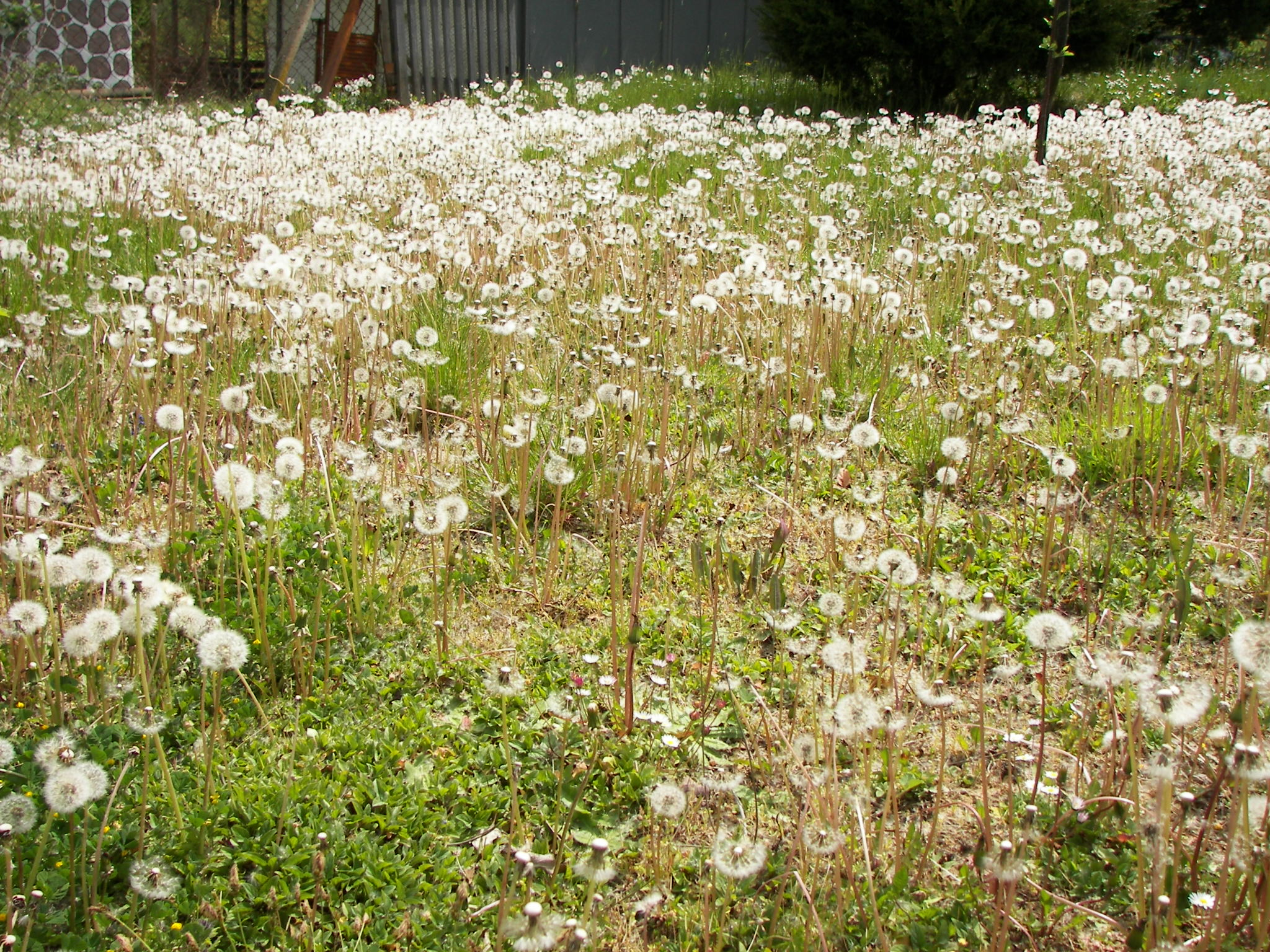
Taraxacum sp.

## Étymologie, autres noms, expressions
Le nom pissenlit est attesté dès le XVe siècle ; il provient des propriétés diurétiques de la plante, littéralement « pisser en lit » soit uriner au lit,,. Les propriétés diurétiques sont connues pour certaines des espèces du genre Taraxacum, notamment de la section Ruderalia.
Le pissenlit commun est aussi connu sous le nom de dent-de-lion, lié à la forme recourbée de ses feuilles, mais aussi liondent, mot du nord par influence syntaxique du germanique cf. allemand Löwenzahn.
Cette expression est à l'origine du terme anglais dandelion. 
Cette image se retrouve également en italien (dente di leone), en catalan (dent de lleó), en espagnol (diente de león), en portugais (dente-de-leão), en gallois (dant y llew), en allemand (Löwenzahn), en espéranto (leontodo), en danois (løvetand), en roumain (dintele leului), en cornique, (dans-lew), en norvégien (løvetann), en néerlandais (leeuwentand).
Il existe d'autres appellations régionales, notamment cramaillot en Franche-Comté, baraban dans la région stéphanoise ou cramias dans certaines régions de Suisse romande (parfois orthographié cramiats).
Le pissenlit entre dans l'expression « manger les pissenlits par la racine ».

## Hôtes
Le pissenlit est une plante hôte pour divers insectes :
- des papillons de nuit (hétérocères) comme le Sphinx du pissenlit, Amata phegea (Erebidae).
- des coléoptères comme des meligethes, Brassicogethes viridescens (en) (Nitidulidae).

## Utilisations par l'être humain

### Alimentation

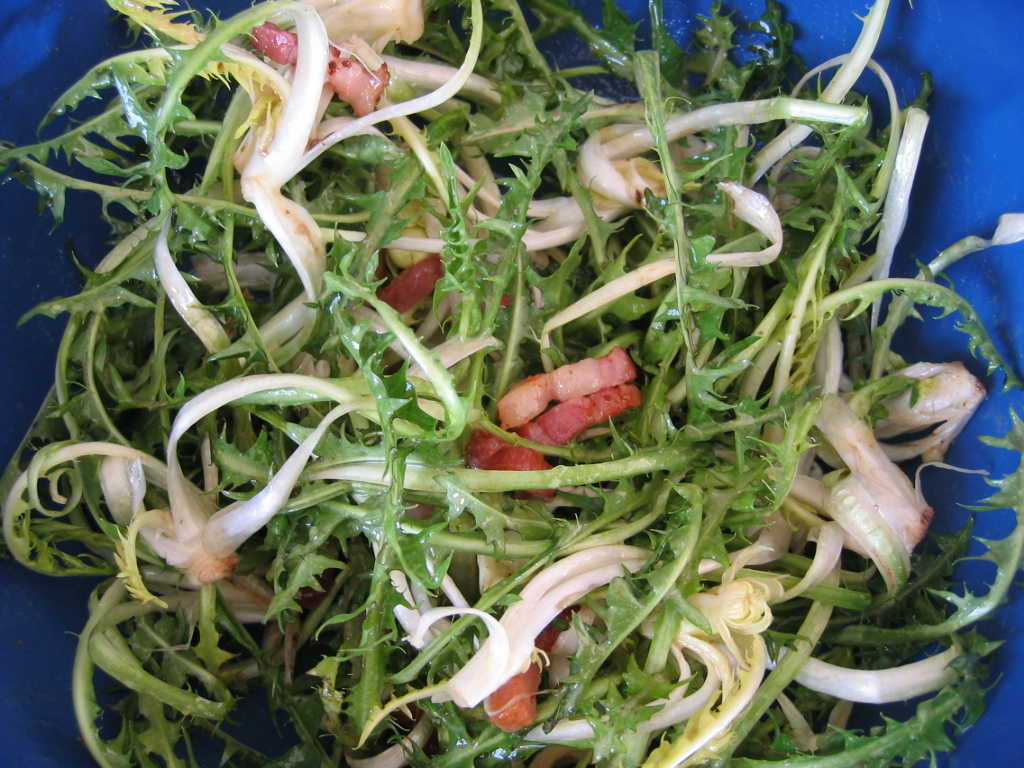
Salade de pissenlit et lardons.

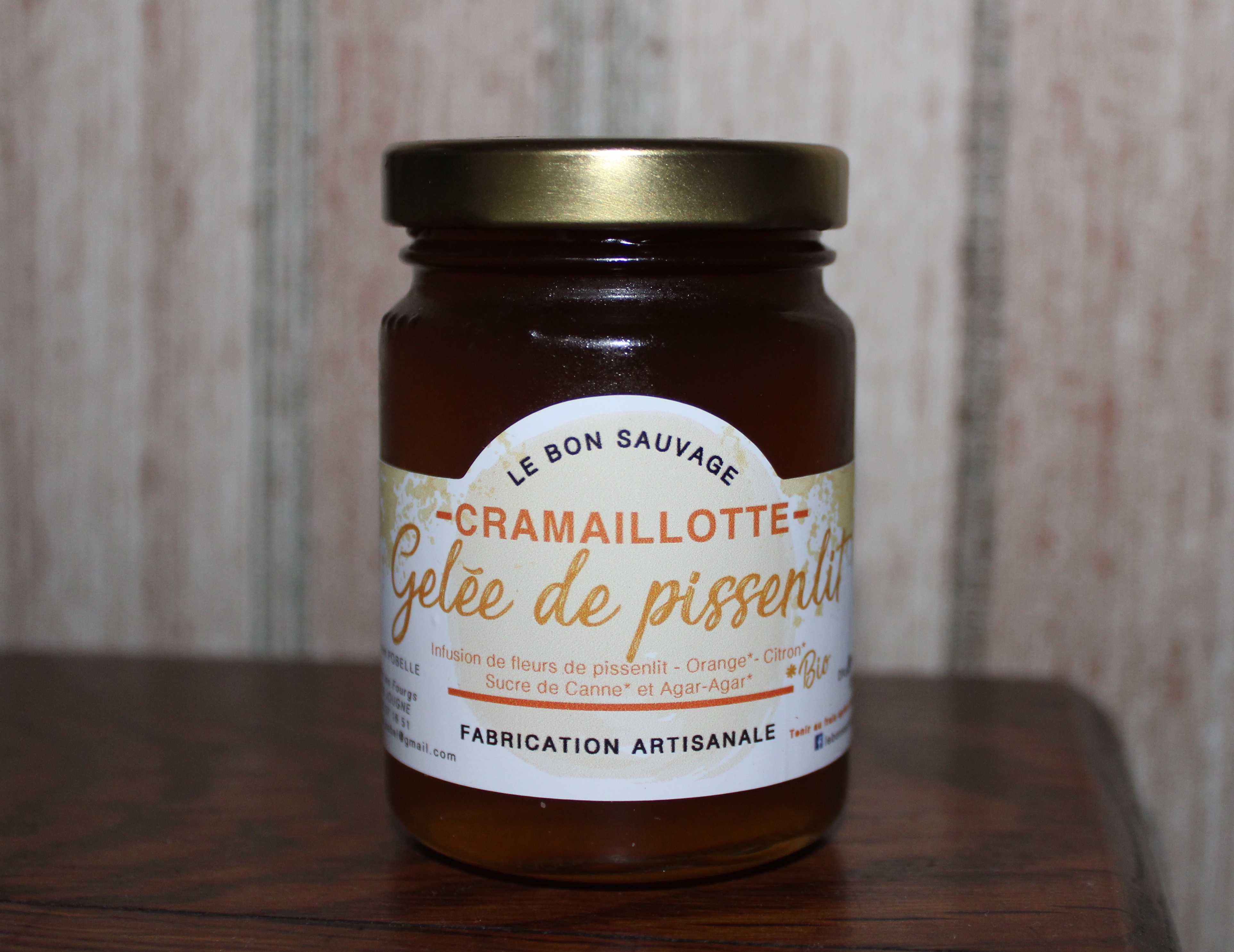
Pot de gelée de pissenlit ou cramaillotte.

Considérée comme une adventice en jardinage, le pissenlit est en revanche cultivée en maraichage, ou fait l'objet de cueillette pour la consommation.
Avant la floraison, la rosace foliaire se mange en salade, c'est l'ingrédient principal de la salade au lard ardennaise.
Les racines se mangent crues, bouillies ou revenues à la poêle pour en faire diminuer l'amertume. On en prépare un café de pissenlit après torréfaction ou en une infusion de pissenlit après avoir été séchée. Elles se récoltent pendant le repos végétatif de la plante .
Les jeunes pousses se consomment en salades. Elles se récoltent avant la floraison. Les meilleures poussent sur les sols sablonneux.
Les boutons floraux se conservent dans du vinaigre ou du sel. Ils se consomment comme les câpres. Ils peuvent également être poêlés.
Les capitules servent à préparer un sirop ou un vin. On n'utilise que les parties jaunes sans les bractées ni les tiges. On en tire également le « vin de pissenlit ».

### Confusions et toxicité
Le lait de pissenlit aurait provoqué la mort de deux enfants à l'été 1927.
La plante peut être contaminée par la douve du foie, comme le cresson, et ne doit donc pas être consommée crue en cas de risque dû à la proximité de pâturages.
La porcelle enracinée, espèce également très commune, ressemble au pissenlit mais la confusion ne présente aucun danger, les deux étant comestibles. D'autres confusions sont possibles (laitue vireuse et laitue scariole, laiteron rude et maraîcher, Picride, Liondent) mais là encore sans danger car toutes les Astéracées du « type pissenlit », à latex blanc et fleurs toutes ligulées jaunes, sont comestibles, mais parfois amères.

### Usage industriel
En laissant le latex s'écouler le long du doigt, celui-ci sèche et forme un élastique. Le Taraxacum kok-saghyz, plus communément appelé le « pissenlit russe », a été cultivé à grande échelle dans l'Union soviétique entre 1931 et 1950 pour supplanter l'hévéa brésilien dont les tonnages produits ne suffisaient pas à fournir l'industrie du caoutchouc en pleine croissance. Mais la culture de cette plante attaquée par des maladies et des parasites se révèle peu rentable et est abandonnée. Des recherches au début du XXIe siècle, surtout en Allemagne, portent à nouveau l'attention sur ce Pissenlit à Caoutchouc qui peut contenir jusqu'à 5 % de son poids sec en caoutchouc, voire davantage. En modifiant génétiquement cette racine, les chercheurs ont supprimé l'enzyme responsable de la coagulation du latex (par polymérisation rapide) à partir desquelles le caoutchouc peut s’écouler librement et être récolté, obtenant un rendement à l'hectare équivalent à celui de l'Hevea brasiliensis. Continental AG développe des caoutchoucs à base de pissenlit afin de limiter sa dépendance vis-à-vis des fluctuations du marché global du caoutchouc en raison d'un champignon très agressif qui affecte les arbres à caoutchouc, et du caoutchouc synthétique qui doit faire face à l’incidence des prix du pétrole,.

## Caractère indicateur
Le développement des pissenlits est un indicateur de prairies riches tant que l'espèce n'est pas dominante, mais c'est un révélateur d'aggravation des engorgements et des anaérobioses lorsqu'elle explose.

## Caractéristiques
Les tiges de pissenlit poussent à grande vitesse : de l'ordre de 10 à 15 cm en 2 jours. 99% des graines parcourent moins de 10 mètres, mais une graine sur 7 000 peut atterrir à plus d'un kilomètre.

## Histoire et mythologie
La culture du pissenlit en France a été développée en Île-de-France au XIXe siècle, principalement à Montmagny où elle est initiée en 1857.
Au début du XXe siècle, les Anglais en ont tiré un ersatz de café.
Il est courant de faire un vœu lorsqu'on souffle sur les pistils de ce petit génie. Le rituel est similaire à celui de la lampe à huile, de l'étoile filante ou du bouton d'or.
L'image représentant une femme soufflant sur les aigrettes de pissenlits, due au peintre Eugène Grasset, est la marque du dictionnaire Larousse, symbole de « la connaissance semée à tout vent ».
Dans le calendrier républicain français, le 26e jour du mois de ventôse, est officiellement dénommé jour du Pissenlit.